# 国際連合イラク支援ミッション
国際連合イラク支援ミッション(United Nations Assistance Mission in Iraq,UNAMI)は、国際連合安全保障理事会決議1500に基づき設立された組織で、イラク戦争後のイラクにおける主権政府樹立に関する政治プロセスの支援及び人道復興援助の調整を任務としている。
イラクの主権の確認や人道復興援助の調整を国連などが行うことについては、2003年5月22日の安保理決議1483においてうたわれており、2003年8月14日の安保理決議1500において、その任にあたる国連組織としてUNAMIが設立されることとなった。初代代表にはイラク担当の国際連合事務総長特別代表であったセルジオ・ビエイラ・デメロが任命された。8月19日には在バグダード所在の国連組織は爆弾攻撃を受け、デメロらが死亡する事件も起きている。
軍事要員による警護も受けつつ、人権状況改善への行動や選挙実施支援を行なっている。航空自衛隊もUNAMIに対する空輸支援を実施していた。